# Děvín
Děvín är ett berg i Tjeckien.   Det ligger i regionen Södra Mähren, i den sydöstra delen av landet, 210 km sydost om huvudstaden Prag. Toppen på Děvín är 549 meter över havet. Děvín ligger vid sjön Vodní Nádrž Nové Mlýny. Det är den högsta toppen i bergskedjan Pavlovské vrchy.
Terrängen runt Děvín är platt norrut, men söderut är den kuperad. Děvín är den högsta punkten i trakten. Runt Děvín är det ganska tätbefolkat, med 67 invånare per kvadratkilometer. Närmaste större samhälle är Mikulov, 7,1 km söder om Děvín. Trakten runt Děvín består till största delen av jordbruksmark.